# الكيمياء الصيدلانية السريرية
الكيمياء الصيدلانية السريرية(بالإنجليزية: Clinical pharmaceutical chemistry)‏ ، هو فرع من فروع العلوم الكيميائية، الذي يتكون من الكيمياء الطبية مع تدريب إضافي في الجوانب السريرية للأبحاث المترجمة للعلوم والطب. وعادة ما ينطوي ذلك على مماثلة التدريب في الطب العام، حيث التفتيش والتفاعل مع المرضى هو جزء حيوي من التدريب. وعادة الطلاب في الكيمياء الصيدلانية السريرية يستخدمون نفس المناهج لطلاب الطب، ولكن تتخصص في الطب والكيمياء العضوية بعد وأثناء النظري.
ومن أوائل الدراسات السريرية. في الكيمياء الصيدلانية السريرية والهدف من ذلك هو فهم التحولات البيولوجية والعمليات المرتبطة في كيان الكيمياء داخل جسم الإنسان، وكيف أن هذه العمليات يمكن أن تتأثر مع تغييرات في الهياكل الكيميائية. والهدف من الكيمياء الصيدلانية السريرية بالإضافة إلى إدارة والتعامل مع الآثار السريرية من مختلف الهياكل الكيميائية، وكذلك لإدارة الظواهر المعترف بها في البداية-في-الدراسات الإنسانية.
 وعادة الكيمياء الصيدلانية السريرية له دور مهم في اكتشاف وتصميم والتلاعب في دواء جديد.
الكيانات أمر حيوي لا سيما في أوائل الدراسات السريرية (مثل المرحلة الأولى من الدراسات). 